# ان‌جی‌سی ۴۲۰۳
ان‌جی‌سی ۴۲۰۳ (انگلیسی: NGC 4203) نام یک کهکشان در صورت فلکی گیسو است.